# Baptiste Renouard
Baptiste Renouard, né le 18 septembre 1991 à Fontainebleau (Seine-et-Marne) est un chef cuisinier français, dont le restaurant Ochre, à Rueil-Malmaison, est étoilé au guide Michelin depuis 2021.
Il participe à la dixième saison de Top Chef, diffusée sur M6 et RTL TVI en 2019.

## Biographie

### Formation et débuts
Baptiste Renouard naît le 18 septembre 1991, à Fontainebleau, en région parisienne. Il grandit dans les Yvelines. 
Il débute en cuisine à l'âge de 13 ans à Puteaux (Hauts-de-Seine), à l'Escargot 1903 aux côtés du chef étoilé Paolo Boscaro. Il suit alors un cursus scolaire classique jusqu'au collège avant d'intégrer l'école hôtelière Ferrandi Paris en 2006. Il obtient un brevet d'études professionnelles en alternance au restaurant étoilé Lasserre auprès du chef Jean Louis Nomicos, à Paris. Il obtient un  baccalauréat professionnel en 2010 puis travaille au restaurant étoilé L'Atelier de Joël Robuchon pendant cinq ans. 
Baptiste Renouard travaille ensuite dans d'autres restaurants étoilés, tels que Le Meurice du chef Yannick Alléno, le Laurent d'Alain Pégouret et le restaurant Jacques Faussat.

### Participation à Top Chef
En 2019, il fait partie des candidats de la saison 10 de Top Chef, une émission de télé-réalité culinaire diffusée sur la chaîne M6, dans laquelle il intègre la brigade du chef Jean-François Piège. Il reste dans le concours pendant six semaines. Les années suivantes, il participe à des programmes dérivés de Top Chef diffusés sur M6 : Top Chef : les grands duels et Top Chef : le Chefs des chefs.

### Ochre
En 2019, Baptiste Renouard ouvre Ochre, son premier restaurant situé à Rueil-Malmaison (Hauts-de-Seine). Il y propose des classiques de la gastronomie française modernisés.
En 2021, son restaurant obtient une étoile au guide Michelin,,.

### Vie associative
En 2020, Baptiste Renouard cuisine pour l'association Action des jeunes pour les personnes âgées (AJPA), afin d'offrir des plateaux-repas aux personnes isolées.